# 皇家理工学院
皇家理工学院（瑞典語：Kungliga Tekniska högskolan，缩写为KTH）主校区位于瑞典首都斯德哥尔摩市区东城富人区，世界排名前一百名的知名大學，成立于1827年，为瑞典最大的工学院，也是欧洲顶尖的理工大学。皇家理工学院在科技與工程領域的排名為北歐大陸最強學府。
校名原為工學院（Teknologiska Institutet），1877年根據國王奧斯卡二世的法令更名為現在的皇家理工學院。瑞典全国约三分之一的工程师都出自这所大学。自1827年，皇家理工学院便是歐洲培養創新與科技人才的主要中心之一，其理工科享譽歐洲甚至全世界。
皇家理工学院與美國麻省理工學院、英國倫敦帝國理工學院、英國劍橋大學、英國牛津大學、瑞士蘇黎世聯邦理工學院、日本東京大學等知名學府同列於Deans Forum成員。
根據QS2024世界大學排名，瑞典皇家理工学院位列第73位。韦伯麦特里克斯网世界大学排名第84位。在《泰晤士报高等教育增刊》2014年世界大学排名中，工程学科世界排名列第38位。在2020QS世界大学學科排名中，資訊與電腦工程世界排名第43名，工程與科技學科世界排名第30名，統計學科世界排名第37名，电子与电气工程世界排名第17名，机械工程世界排名第29名。
2019年，世界大學排名指標的《泰晤士报高等教育增刊》發布皇家理工学院的影響力位居世界第七。

## 地理位置
瑞典除了是諾貝爾獎的故鄉，爱立信、IKEA、Volvo、利乐包装、H&M等大型跨国公司也来自瑞典。KTH瑞典皇家理工学院位于瑞典首都斯德哥尔摩，該城市孕育了Skype、Spotify、King等新創資訊产业公司，也因其全球最高的人均獨角獸公司密度而被譽為獨角獸工廠(Unicorn Factory)。KTH西斯塔校区（Kista Campus）是資訊与通信技术（ICT）学院所在地，瑞典政府围绕此校区建设的高科技园区是年产值仅次于美国硅谷的全球第二大資訊技术产业中心。
该校除了位于斯德哥爾摩東城的主校区外，另外还有西斯塔、漢寧南、胡丁厄和南泰利耶幾个校区。
2015年，普华永道研究对比了全球经济发展中心的27座城市。斯德哥尔摩在知识资本和创新力、创业环境、健康、安全等方面均排名全球第一。

## 历史
KTH瑞典皇家理工学院的教育和科研领域包括工程、建筑、工业管理、城市规划和环境技术等，学校的多个科系在世界上处于领先地位，并拥有数十个国家级科研中心。KTH将2/3的资源用于科研及博士生教育, 重视培养学生对科研活动和工程科学的洞察力。科研涉及各种基础和专业知识领域，特别是当今的尖端科学领域。重点发展的科研领域包括信息技术、测量学、生物科学与制药、生命科学、材料与纳米技术、城市工程、能源技术、可持续发展—环境科学、专业制造、建筑与设计等。KTH和工业界、产业界有良好的合作关系，半数的科研预算资金用于应用技术的研究。

## 校區
皇家理工学院的主校區位於東城的Valhallavägen，由建築師埃里克·拉勒斯泰特於1917年興建。校區的建築物和周邊由20世紀初的瑞典藝術家Carl Milles、Axel Törneman、Georg Pauli、Tore Strindberg和Ivar Johnsson修飾。主校區內最古舊的建築物於1994年進行了全面的翻新工程。雖然此校區於當時已算是很大，但KTH很快便擴展校園，建造了新的建築物。現時，KTH的教學和科研大樓分別位於斯德哥爾摩省的幾個校區──除了在斯德哥爾摩東城外，還有西斯塔、漢寧南、胡丁厄和南泰利耶。

## R1核反應堆
1945年，美國於日本城市廣島和長崎投擲原子彈，結束了第二次世界大戰。此後，瑞典軍方領導層才明白深入研究核子武器技術，以避免瑞典遭受核子攻擊的重要性。當時，由於所有關於核子物理學的研究成果都被美國保密，瑞典對此一無所知。於是，包括Rolf Maximilian Sievert在內的瑞典科學家團隊便著手研究這一範疇，終於建築了一座核反應堆作試驗。
經過數年基本研究後，他們開始在皇家理工学院地下25米的房間建築一座300千瓦（後來發展至1兆瓦）的核反應堆，名為（即反應堆1號，簡稱R1）。反應堆位於斯德哥爾摩的一個人煙稠密的地區，約4萬人就住在方圓1千米內。這反應堆是瑞典皇家工程學院（Ingenjörsvetenskapsakademien）的重要研究工具。
1954年7月13日下午6時59分，這反應堆達到臨界質量，並造成瑞典第一次核反應。R1曾是瑞典幾乎所有核子研究的主要場地，直至1970年因危機意識而停用。現時校內的Q餐館就位於R1核反應堆附近。

## 著名校友
- Hannes Alfvén，诺贝尔物理学奖获得者，等离子体物理学家
- Lennart Carleson，阿贝尔奖获得者（国际数学最高奖）
- Johan Håstad，哥德尔奖获得者（理论计算机科学最高奖)
- Borje Ekholm （页面存档备份，存于），爱立信（Ericsson）、Investor公司CEO
- Hakan Samuelsson （页面存档备份，存于），Volvo汽车CEO
- Baltzarvon Platen 和Carl Munters，伊莱克斯（Electrolux）創辦人
- Daniel Ek，Spotify（全球最大的串流音乐服务商）創辦人、CEO
- Peter Arvai，Prezi（演示文稿）公司創辦人、CEO
- Teodor Aastrup，瑞典Attana公司CEO
- Christer Fuglesang，欧空局宇航员，KTH教授
- 顾纯元，ABB公司亚洲、中东和非洲区总裁，KTH北京校友会荣誉主席
- Joe Armstrong，Erlang编程语言创立者
- Kurt Hellstrom，爱立信（Ericsson）前CEO
- Gustaf Larson，Volvo公司創辦人
- Carl Munters，发明家
- Seif Haridi，Mozart编程系统创立者之一
- Ivar Jacobson，顺序图与UML创立者之一
- Karl Johanstrom，控制工程师，IEEE荣誉勋章获得者

## 歷任校長

### 皇家理工学院院長和助理監督
「院長」的瑞典語為。
1825年–1845年：Gustaf Magnus Schwartz，瑞典皇家科學院的物理及技術教授、工學院創始人
1845年–1848年：Joachim Åkerman（署任），法倫礦業學校總監、1827年至1839年間任工學院首任化學教授
1848年–1855年：Lars Johan Wallmark，物理學家、瑞典皇家科學院及瑞典皇家農業學院會員
1856年–1877年（–1890年）：Knut Styffe，礦石工程師、化學實驗師

### 皇家理工学院校長
「校長」的瑞典語為。
（1856年–）1877年–1890年：Knut Styffe，礦石工程師、化學實驗師，原為工學院院長
1890年–1902年：Gustaf Robert Dahlander（署任），理論及應用物理學教授，職銜仍為
1902年–1909年：Anders Lindstedt，數學及理論力學教授，職銜由改稱
1909年–1922年： Carl Jacob Magnell，土木工程教授，第一位在KTH畢業的校長
1922年–1927年: Henning Pleijel，理論電子工程教授
1927年–1931年: Tore Lindmark，蒸汽科學教授
1931年–1943年: Henrik Kreüger，建築工程教授
1943年–1964年: Ragnar Woxén，機械工程教授
1964年–1968年: Lennart Stockman，纖維素工程教授
1968年–1974年: Göran Borg，數學教授
1974年–1980年: Anders Rasmuson，應用化學工程教授
1980年–1988年: Gunnar Brodin，電子計量學教授
1988年–1998年: Janne Carlsson，材料力學教授
1998年–2007年: Anders Flodström，材料物理學教授
2007年：Anders Eriksson（署理），結構力學教授
2007年–2016年：Peter Gudmundson，材料物理學教授
2016年–: Sigbritt Karlsson

## 画廊

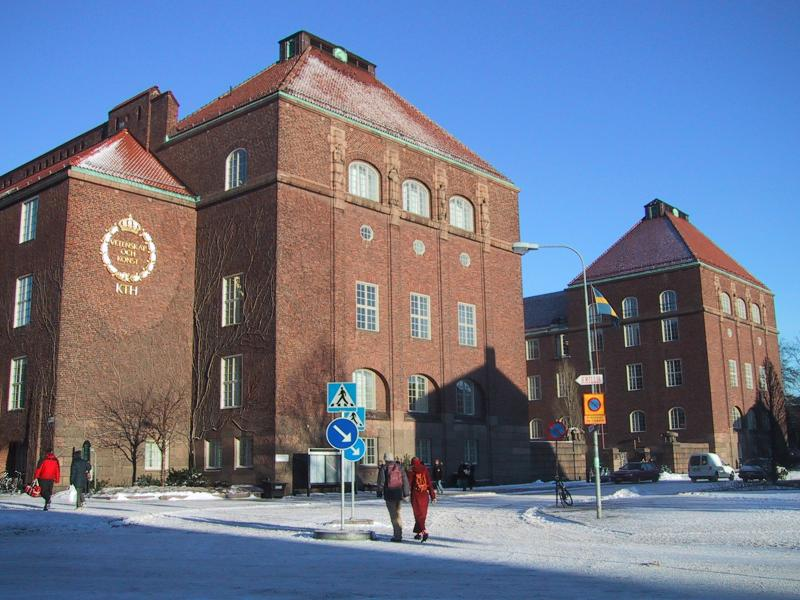
冬季的主要大樓
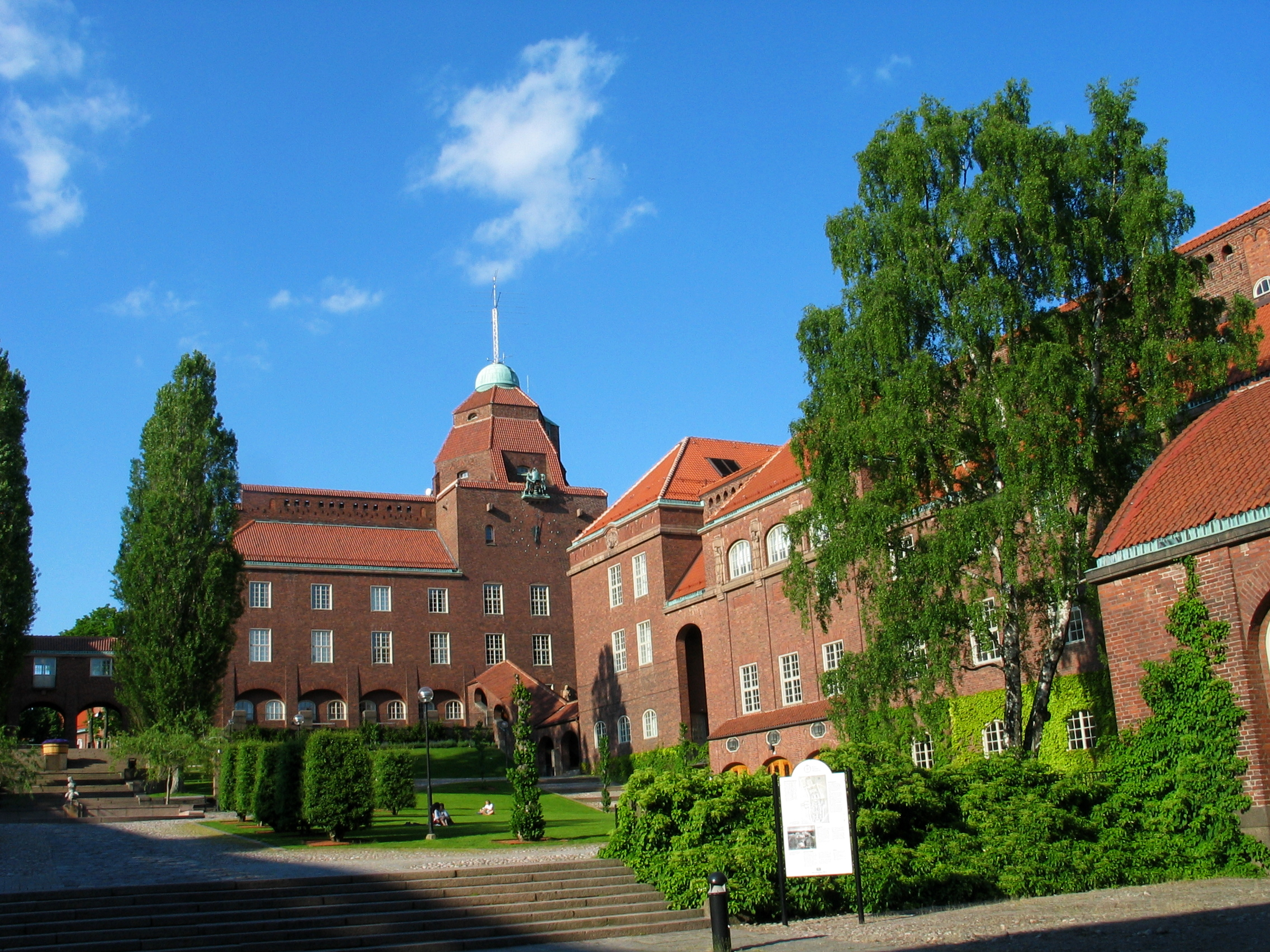
夏季的主要大樓